# Municipio de Queen
El municipio de Queen (en inglés: Queen Township) es un municipio ubicado en el condado de Polk en el estado estadounidense de Minnesota. En el año 2010 tenía una población de 214 habitantes y una densidad poblacional de 2,25 personas por km².

## Geografía
El municipio de Queen se encuentra ubicado en las coordenadas 47°38′6″N 95°37′34″O / 47.63500, -95.62611. Según la Oficina del Censo de los Estados Unidos, el municipio tiene una superficie total de 94.97 km², de la cual 85,7 km² corresponden a tierra firme y (9,77 %) 9,27 km² es agua.

## Demografía
Según el censo de 2010, había 214 personas residiendo en el municipio de Queen. La densidad de población era de 2,25 hab./km². De los 214 habitantes, el municipio de Queen estaba compuesto por el 98,13 % blancos, el 0,93 % eran amerindios y el 0,93 % eran de una mezcla de razas. Del total de la población el 0 % eran hispanos o latinos de cualquier raza.